# معجم سير الشخصيات الإيطالية
معجم سير الشخصيات الإيطالية أو مايعرف باللغة الإيطالية (Dizionario Biografico Degli Italiani) هو معجم موسوعى لسير الأعلام والشخصيات الإيطالية البارزة نشر تحت إشراف المؤسسة المعنية بنشر الموسوعة الإيطالية. بدأ العمل فيه منذ عام 1925 ولم يكتمل إلى الآن. من المخطط لهذا المشروع أن يشمل سير وترجمات لنحو 40 الف شخصية إيطالية بارزة على أن يوقع كل مؤلف على حدة بإسمه على مقال الشخصية التي كتب عنها بالمعجم الموسوعى وأن يتضمن قائمة ثرية من المراجع والبيبلوجرافيا.

## التاريخ
تم الشروع لأول مرة بتخيل فكرة المشروع عام 1925 حذوا بالأعمال المماثلة في اللغات الأخرى كمرجع ترجمات الأعلام الألمانية (Allgemeine Deutsche Biographie)- المنشور عام 1912 في 56 مجلد ونظيرة البريطانى المعجم الوطنى للسير والأعلام (Dictionary of National Biography) الذي أصبح منذ عام 2004 يدعى قاموس أكسفورد للتراجم والسير الوطنية (Oxford Dictionary of National Biography) في 60 مجلد.
كان من المخطط لهذا المشروع أن يضم مداخل بحث تشمل أسماء لشخصيات إيطالية تستحق أن تخلدها أعمالها في التاريخ الإنسانى والمحلى وعاشت على امتداد الفترة الزمنية الرحبة مابين سقوط الإمبراطورية الرومانية الغربية إلى الوقت الراهن. كمدير لتريكانى "Treccani"، كان جيوفانى جنتيلى منوط بمهمة تنسيق العمل على المسودة الأولى للموسوعة وحصر بياناتها إلى فورتوناتو بينتور المنضم من قبل أرسنيو فروجونى. في عام 1959 تولى مسؤلية الإدارة والإشراف على الموسوعة السيد/ ألبرتو ماريا جيسالبرتى.
ظهر المجلد الأول في عام 1960 ليميز الاحتفال السنوى الأول لتوحيد إيطاليا. لقد تطلب الأمر قرابة 15 عاما لإعداد وتنظيم قائمة فهارس بالأعلام التاريخية التي منها وقع الاختيار على نحو 40 الفا من الإيطالين المستحقين للذكر تحت مدخل بحث منفصل في المعجم الموسوعى. تم نشر 81 مجلدا حتى عام 2014 وصولا للحرف "P" التحديثات يتم إضافتها بين حين وأخر. على سبيل المثال، في عام 1990 صدر ملحق تكميلى للحروف "A-C" يشمل مدخلات بحث لشخصيات رحلت قبل عام 1985 . العمل الختامى المنتظر للموسوعة لابد أن يشمل 110 مجلدا لايتضمنوا الملحقات والتكميلات.
في أكتوبر من عام 2009 وكنتيجة للتهديد بإغلاق العمل أو تقليصه إلى نسخة أكثر تبسيطا متاحة الكترونيا فقط على الإنترنت، طالب الناشر مناشدا بضمان إستمرارية العمل في المعجم وفقا للمعايير البحثية الصارمة التي لطالما ميزت النسخة المطبوعة الورقية من المعجم إلى يومنا هذا.
في عام 2010 تم نشر قائمة المحتويات المخطط العمل عليها في المعجم من الحروف "M" إلى "Z" لكى تنشر في المجلدات المستقبلية اللاحقة. حاليا يقوم بدور المسؤول عن الموسوعة السيد/ رافاييل رومانيلى. في مارس من عام 2011، تم إنشاء بوابة جديدة للوصول إلى محتويات المعجم جنبا إلى جانب النسخة الألكترونية عبر الويب من موسوعة تريكانى الإيطالية الكبرى. تم إطلاق هذا الموقع بشكل رسمى تزامنا مع الذكرى ال 150 لتوحيد إيطاليا.

## المجلدات
- 1: Aaron-Albertucci
- 2: Albicante-Ammannati
- 3: Ammirato-Arcoleo
- 4: Arconati-Bacaredda
- 5: Bacca-Baratta
- 6: Baratteri-Bartolozzi
- 7: Bartolucci-Bellotto
- 8: Bellucci-Beregan
- 9: Berengario-Biagini
- 10: Biagio-Boccaccio
- 11: Boccadibue-Bonetti
- 12: Bonfadini-Borrello
- 13: Borremans-Brancazolo
- 14: Branchi-Buffetti
- 15: Buffoli-Caccianemici
- 16: Caccianiga-Caluso
- 17: Calvart-Canefri
- 18: Canella-Cappello
- 19: Cappi-Cardona
- 20: Carducci-Carusi
- 21: Caruso-Castelnuovo
- 22: Castelvetro-Cavallotti
- 23: Cavallucci-Cerretesi
- 24: Cerreto-Chini
- 25: Chinzer-Cirni
- 26: Cironi-Collegno
- 27: Collenuccio-Confortini
- 28: Conforto-Cordero
- 29: Cordier-Corvo
- 30: Cosattini-Crispolto
- 31: Cristaldi-Dalla Nave
- 32: Dall'Anconata-Da Ronco
- 33: D'Asaro-De Foresta
- 34: Primo supplemento A-C
- 35: Indice A-C
- 36: De Fornari-Della Fonte
- 37: Della Fratta-Della Volpaia
- 38: Della Volpe-Denza
- 39: Deodato-Di Falco
- 40: Di Fausto-Donadoni
- 41: Donaggio-Dugnani
- 42: Dugoni-Enza
- 43: Enzo-Fabrizi
- 44: Fabron-Farina
- 45: Farinacci-Fedrigo
- 46: Feducci-Ferrerio
- 47: Ferrero-Filonardi
- 48: Filoni-Forghieri
- 49: Forino-Francesco da Serino
- 50: Francesco 1. Sforza-Gabbi
- 51: Gabbiani-Gamba
- 52: Gambacorta-Gelasio 2
- 53: Gelati-Ghisalberti
- 54: Ghiselli-Gimma
- 55: Ginammi-Giovanni da Crema
- 56: Giovanni Di Crescenzio-Giulietti
- 57: Giulini-Gonzaga
- 58: Gonzales-Graziani
- 59: Graziano-Grossi Gondi
- 60: Grosso-Guglielmo da Forli
- 61: Guglielmo Gonzaga-Jacobini
- 62: Iacobiti-Labriola
- 63: Labroca-Laterza
- 64: Latilla-Levi Montalcini
- 65: Levis-Lorenzetti
- 66: Lorenzetto-Macchetti
- 67: Macchi-Malaspina
- 68: Malatacca-Mangelli
- 69: Mangiabotti-Marconi
- 70: Marcora-Marsilio
- 71: Marsilli-Massimino da Salerno
- 72: Massimo-Mechetti
- 73: Meda-Messadaglia
- 74: Messi-Miraglia
- 75: Miranda-Montano
- 76: Montauti-Morlaiter
- 77: Morlini-Natolini
- 78: Natta-Nurra
- 79: Nursio-Ottolini Visconti
- 80: Ottone-Pansa
- 81: Pansini-Pazienza

## الموقع الرسمى
معجم سير الشخصيات الإيطالية